# Teplický incident
Teplický incident byla na první pohled neškodná šarvátka mezi politikem Sudetoněmecké strany Karlem Hermannem Frankem (který jej vyprovokoval) a československou policií. Odehrál se v Teplicích v neděli dne 17. října 1937 odpoledne. Potyčka vyústila až do celoevropské záležitosti, která ještě více vyhrotila vztahy mezi československými obyvateli a německou menšinou.
V lázeňském městě Teplice probíhal ve dnech 16.–17. října 1937 sraz Sudetoněmecké strany. Oba dny se nesly v duchu protistátních projevů a snahy o vyvolání roztržek, které však byly českými úřady velkoryse přehlíženy až do nedělního incidentu.

## Události před incidentem
Ve třicátých letech 20. století se do popředí v Německu dostala Hitlerova Národně socialistická německá dělnická strana (NSDAP). Její myšlenky časem pronikaly také do Československa, kde jsou přijímány a podporovány německou menšinou, která tvořila nejpočetnější menšinu, a zvláště po roce 1929 začínala být se svým postavením nespokojená. Po vzniku ČSR totiž měli Němci problém s uplatněním ve státní správě jako předtím. Důvodem byla hlavně povinná zkouška ze znalosti českého jazyka, kterou mnoho Němců nezvládlo či odmítalo. Také němčina jako úřední jazyk byla povolena pouze v obci, kde bylo nad 20 % občanů hlásících se k německé menšině.
Tím započala aktivita německých negativistických politických stran v ČSR. Dne 1. října 1933 vznikla Sudetoněmecká strana (SdP), jejíž předsedou se stal Konrad Henlein. Měla sdružovat Němce v ČSR. Do jejího vedení se dostal i hlavní aktér Teplického incidentu německý československý poslanec Karl Hermann Frank. Strana podporovala německé myšlenky, příslušníci nosili uniformy a projevovali protistátní názory.

## Samotný incident
K incidentu došlo v neděli 17. října 1937. Po schůzi SdP, která se konala v teplickém divadle, byl Henlein hoštěn v bytě poslance a předsedy teplické schůze Friedricha Zippelia, jenž bydlel v budově staré radnice na Tržním náměstí (německy Marktplatz, dnešní náměstí Svobody). Konflikt se odehrál po společném obědě, kdy Henlein vycházel ze Zippeliova bytu, aby odjel na dožínky do Litoměřic. Šarvátka proběhla krátce po 14. hodině na schodech pod radnicí v severní části náměstí.
Obě strany, německá i česká, měly své interpretace události. Německá verze se opírá ovšem pouze o vyjádření K. H. Franka a dalších přítomných poslanců Národního shromáždění za SdP Ernsta Kundta a Fritze Köllnera, kdežto česká byla potvrzena policií a kolemjdoucími svědky. Podle německých výpovědí se kolem vozu, který měl odvézt Henleina a Franka právě vycházející z budovy, shromáždilo množství přívrženců SdP, kteří chtěli vyjádřit svou podporu. Policie dohlížela na pořádek celé situace. Podle Frankovy výpovědi k němu přistoupil jeden z policistů, když stál vedle auta a zaútočil na něj. Měl na něj křičet něco česky, čemu nerozuměl, a tlouci ho pěstmi. Když se bránil, zasáhli i ostatní příslušníci policie a Frank skončil s pouty a následně byl předveden na policejní stanici. Vyjádřil se, že s ním bylo hrubě zacházeno.
Naopak přítomni čeští obyvatelé a také policejní příslušníci popisují událost jinak. Frank a Henlein měli přijít dolů k vozu a do něj nastoupit jen Henlein. Policisté nařídili přítomným, aby ustoupili od vozu, a ti bez odporu poslechli. Když už se vůz chystal k odjezdu, přišel neznámý muž a odmítl ustoupit. Po upozornění policisty je začal napadat a jednoho z nich zranil. Frank zraněnému policistovi vytrhl obušek z ruky a po vyzvání ho odmítl vrátit. Policejní příslušníci ho proto zpacifikovali a odvedli na policejní stanici. 
Samotný Henlein se střetu nijak aktivně neúčastnil, ovšem již v Litoměřicích, kam po incidentu odjel, sepsal otevřený dopis prezidentu Benešovi, v němž incident popsal, zkritizoval zacházení státních orgánů se sudetskými Němci a žádal neodkladnou autonomii. I když se jednalo o malý incident, hlavně díky zneužití propagandou SdP vyvolal v tisku velký ohlas. Zabíral titulní strany novin v Německu, Československu, Anglii, Francii i dalších státech Evropu. Hlavně německé noviny jej značně dramatizovaly. Berlín se snažil rozpoutat kampaň proti Československu, to se snažilo situaci v zemi uklidnit a poukázat na skutečný průběh událostí. Zahraniční média vyjadřovala nad danou situací své obavy. Český tisk naopak situaci vykládal jako cílenou snahu odvést pozornost od aféry významného politika SdP Heinze Ruthy, toho času ve vazební věznici kvůli podezření z homosexuálního pohlavního styku.
Podle bakalářské práce Jany Maříkové rozdělil tento incident SdP, na dvě křídla – radikální a umírněné. Umírněné křídlo chtělo situaci uklidnit a co nejvíce vytěžit pro stranu, pokud by byl případ posouzen komisí. Naopak radikální křídlo požadovalo trest pro příslušníky policejního sboru a prosazovalo využití incidentu pro svou propagandu a odmítalo o něm mlčet.